# 12526 de Coninck
12526 de Coninck è un asteroide della fascia principale. Scoperto nel 1998, presenta un'orbita caratterizzata da un semiasse maggiore pari a 2,3607372 au e da un'eccentricità di 0,1850644, inclinata di 0,91140° rispetto all'eclittica.
L'asteroide è dedicato al poeta belga di lingua fiamminga Herman de Coninck.